# Trungpa Tulkou
Les Trungpa tulkous sont une lignée de lamas tibétains réincarnés (tulkous), qui traditionnellement dirigent le monastère de Surmang dans le Kham (Tibet oriental).
Les 3 chefs de Zurmang Kagyud sont connus comme GharTengTrungSum (Gharwang, Tenga, Trungpa), et le détenteur de la lignée de Zurmang Kagyud est Zurmang Gharwang Rinpoché.
Il y a eu douze de ces Trungpa tulkous. 
Le Mahasiddha Trungmase (le 1er Zurmang Gharwang Rinpoché) fut le maître du premier Trungpa tulkou, Künga Gyaltsen (en).

## Lignée des Trungpa tulkous
1. Künga Gyaltsen (XVe siècle),
2. Künga Sangpo (né en 1464),
3. Künga Öser (XVe – XVIe siècle),
4. Künga Namgyal (1567–1629),
5. Tenpa Namgyal (1633–1712),
6. Tendzin Chökyi Gyatso (1715–1761),
7. Jampal Chökyi Gyatso (1763–1768),
8. Gyurme Thenphel (né en 1771),
9. Tenpa Rabgye (XIXe siècle),
10. Chökyi Nyinche (1875–1938),
11. Chögyam Trungpa Rinpoché (1939–1987),
12. et l'actuel Choseng Trungpa né le 6 février 1989.